# Elvas
Elvas (phát âm tiếng Bồ Đào Nha: [ˈɛlvɐʃ] ⓘ) là một đô thị, thành phố giám mục cũ và pháo đài vùng biên ở cực đông của miền trung thuộc tỉnh Portalegre, Bồ Đào Nha. Nó nằm cách thủ đô Lisboa khoảng 200 kilômét (120 mi) về phía đông và cách pháo đài Badajoz của Tây Ban Nha khoảng 8 kilômét (5,0 mi) về phía tây bằng tuyến đường sắt Madrid-Badajoz-Lisboa. Dân số của đô thị vào năm 2011 là 23.078 người, trên khu vực có diện tích 631,29 kilômét vuông (243,74 dặm vuông Anh).
Elvas là một trong những ví dụ điển hình về việc sử dụng pháo đài hình sao trong kiến trúc quân sự và nó đã được UNESCO công nhận là Di sản thế giới vào ngày 30 tháng 6 năm 2012 với tên gọi Thị trấn đồn trú vùng biên Elvas và các công sự của nó.

## Lịch sử
Elvas nằm trên một ngọn đồi cách 8 kilômét (5,0 mi) về phía tây bắc của sông Guadiana. Cầu máng nước Amoreira dài 6 kilômét (3,7 mi) là nguồn cung cấp nước sạch cho thành phố. Nó được xây dựng vào đầu thế kỷ 15 và hoàn thành vào năm 1622. Một số đoạn nó co bốn tầng vòm xếp chồng lên nhau với tổng chiều cao là 40 mét (130 ft).
Elvas được vua Afonso I của Bồ Đào Nha giành quyền kiểm soát trước người Moor vào năm 1166 nhưng sau đó lại bị tái chiếm lại trước khi người Bồ Đào Nha chiếm đóng lần cuối vào năm 1226. Năm 1570, nó trở thành một tòa giám mục của Giáo phận Công giáo Elvas cho đến năm 1818. Nhà thờ chính tòa Lễ thăng thiên của Đức Mẹ mang kiến trúc Gothic muộn mang nhiều nét ảnh hưởng của kiến trúc người Moor có niên đại từ thời kỳ trị vì của vua Manuel I của Bồ Đào Nha (1495–1521).
Elvas được bảo vệ bởi bảy pháo đài và hai công sự là Santa Luzia và Nossa Senhora da Graça. Từ năm 1642, nó là pháo đài vùng biên chính ở phía nam Tagus đã vượt qua được các cuộc vây hãm của người Tây Ban Nha vào các năm 1659, 1711 và 1801. Elvas là địa điểm diễn ra Trận Phòng tuyến Elvas năm 1659, với thắng lợi của Bồ Đào Nha trước Tây Ban Nha Habsburg. Quân đội Napoléon của dưới sự chỉ huy của Jean-Andoche Junot đã chiếm đóng được Elvas trong Chiến tranh Bán đảo vào năm 1808 nhưng đã rời khỏi đây vào tháng 8 cùng năm sau Công ước Cintra. Pháo đài Campo Maior nằm cách 15 kilômét (9,3 mi) về phía đông bắc được biết đến với cuộc bao vây thời Napoléon của người Pháp trước khi được thống chế William Beresford hỗ trợ vào năm 1811, một chiến công đã được tưởng niệm trong tác phẩm ballad của Walter Scott.